# 乌恩斯豪森
乌恩斯豪森（德語：Urnshausen，發音：[ʊʁnsˈhaʊzn̩]）是德国图林根州瓦特堡县曾经的一个市镇，面积15.99平方千米，2017年12月31日人口为708人。2019年1月1日，乌恩斯豪森与另外5个市镇并入市镇代姆巴赫。